# Уорбертон, Томас
Томас Генри Уорбертон (англ. Thomas Warburton; 4 марта 1918, Вааса — 18 декабря 2016, Хельсинки) — финский шведоязычный поэт, прозаик, драматург, историк литературы, литературовед, критик, редактор и переводчик. Доктор honoris causa Хельсинкского университета.

## Биография
Сын финского инженера; его дед, также Томас Уорбертон, во второй половине XIX века перебрался в Финляндию из Англии. Образование получил на факультете сельского и лесного хозяйства Хельсинкского университета. С 1943 по 1981 год работал в издательстве Schildts Förlags Ab., соотрудник, позже — директор по литературе. Внёс значительный вклад в издании финско-шведской литературы. С 1950 по 1976 год работал в редакции журнала «Nya Argus», с 1953 по 1960 годы — редактировал этот журнал.

## Творчество
В литературе дебютировал в 1941 году. Писал стихи с акцентом на социальную критику, в том числе Du människa (1942), Kort parlör (1966). В начале 1940-х годов Уорбертон опубликовал ряд стихов, а также несколько томов короткой прозы и эссе, сосредоточив внимание на японском искусстве и истории.
Ранние сборники поэзии были написаны под большим влиянием военного времени. Позже Уорбертон писал белые стихи.
Творческое наследие Уорбертона насчитывает более сотни переводов прозаической, лирической, драматической и научной литературы с финского и английского на шведский.
Переводил произведения англосаксонских писателей на шведский язык (включая Шекспира, Л. Стерна,Фолкнера, Э. Мастерса, Дж. Джойс, Оруэлла и др.), а также шведских писателей на английский язык. Кроме того переводил финских писателей на шведский (Алексис Киви, Эйно Лейно, М. Валтари и др.). В 1946 году издал переведенный на шведский язык роман Джеймса Джойса «Улисс», а в 1952 г. пьесу Дилана Томаса «Под сенью молочного леса» (Under Milk Wood).
В 1960-х годах Уорбертон написал ряд своих собственных пьес для радиотеатра.
В 1951 году Томас Уорбертон опубликовал обзор финско-шведской литературы в своей работе «Пятьдесят лет финско-шведской литературы», а в 1984 году была опубликована пересмотренная и расширенная версия «Восемьдесят лет финско-шведской литературы» — работа, которая на протяжении многих десятилетий была справочником для литературоведов и студентов.

## Награды
За свою жизнь Томас Уорбертон получил ряд наград и премий за вклад в шведскую и финскую литературу, в том числе
- Премия Шведской академии за перевод (1957)
- премия Толландера (1976)
- Премия Эйно Лейно (1997)
- медаль Pro Finlandia (1998)[2]
- Шведская Премия Академии Финляндии(2001)
- неоднократно был удостоен Государственной премии за переводы,
- В 1982 году получил звание почётного доктора философии Хельсинкского университета.